# Подгоровка (Калининградская область)
Подго́ровка (до 1946 — Гросс Байтчен (нем. Groß Baitschen)) — посёлок в Гусевском городском округе Калининградской области. Входит в состав Калининского сельского поселения.

## История
В 1946 году посёлок Гросс Байчен был переименован в Подгоровку.

## Население
| 1910 | 1933 | 1939 | 2002 | 2010 |
| ---- | ---- | ---- | ---- | ---- |
| 290  | ↗325 | ↘306 | ↘166 | →166 |